# Османи, Лалех
Лалех Османи (пушту لیلے عثمانی‎; род. 1992) — афганская активистка за права женщин, запустившая в социальных сетях кампанию #WhereIsMyName против традиции, согласно которой женские имена в Афганистане не использовались публично. За свою работу она была в 2020 году отмечена премией BBC 100 Women Awards.

## Биография
Османи родилась в Афганистане в 1992 году; изучала исламское право в Гератском университете. В 2017 году она вместе с Тахмине Рашик стала соучредительницей кампании #WhereIsMyName в социальных сетях. Кампания была создана в знак протеста против того факта, что в Афганистане женщины по традиции не имели права на публичное использование своего имени. Согласно обычаю, женские имена не значились в официальных документах, таких как свидетельства о рождении или смерти, и не указывались даже на надгробиях.
Мэри Акрами, председатель Сети женщин Афганистана, охарактеризовала новость об изменении закона как «позитивный шаг к установлению женской идентичности». Фавзия Куфи, бывший член парламента Афганистана и активистка за права женщин, сказала, что это изменение было «не вопросом прав женщин — это законное право, право человека». Среди других сторонников деятельности Османи — Фархад Дарья, певица и автор песен Ариана Саид и член парламента Марьям Сама.
Однако не все приветствовали изменение закона, считая его неуважением к афганским ценностям, действием, предпринятым для умиротворения США. Талибы, которые в 2020 году вели переговоры с афганским правительством о разделении власти, выступают против включения женских имён в удостоверения личности. Османи угрожали насилием из-за её роли в этой кампании.
Вклад Османи в защиту прав женщин в Афганистане был отмечен, когда она вошла в список 100 женщин Би-би-си, опубликованный в 2020 году.